# Pedicularis ernesti-mayeri
Pedicularis ernesti-mayeri är en snyltrotsväxtart som beskrevs av Stevan., Niketic och D.Laku. Pedicularis ernesti-mayeri ingår i släktet spiror, och familjen snyltrotsväxter. Utöver nominatformen finns också underarten P. e. grebenscikovii.